# John Grigg (astronome)
Pour les articles homonymes, voir John Grigg.
John Grigg (Londres, 4 juin 1838 – Thames, 20 juin 1920) est un astronome néo-zélandais.

## Biographie
Il naquit à Londres et épousa Emma Mitchell en 1858. En 1863, ils émigrèrent en Nouvelle-Zélande et s'installèrent à Auckland, mais Emma mourut en 1867. Grigg déménagea ensuite dans la ville de Thames. À cette époque il fut vendeur d'instruments de musique, accordeur de piano, professeur de musique et chef d'orchestre.
Il épousa en secondes noces Sarah Allaway en 1871, qui mourut prématurément en 1874. Plus tard, il épousa sa troisième femme, Jane Henderson, en 1887. En tout, il eut six fils et trois filles de ses trois unions.
Le transit de Vénus de 1874 éveilla son intérêt pour l'astronomie, qu'il cultiva ensuite à temps plein à partir de 1894. Il commença par des recherches systématiques de comètes cette dernière année.
Il est surtout connu pour sa co-découverte de la comète périodique 26P/Grigg-Skjellerup en 1902, ce qui fut sa première découverte d'une nouvelle comète.